# Carlos Serrano de Osma
Carlos Serrano de Osma, né à Madrid le 16 janvier 1916 et mort à Alicante le 26 juillet 1984 , est un réalisateur et scénariste espagnol.

## Filmographie partielle

### Comme réalisateur
- 1947 : Abel Sánchez
- 1948 : Embrujo (es) (+ scénariste)
- 1948 : La sirena negra (es) (+ scénariste)
- 1950 : La sombra iluminada
- 1951 : Rostro al mar (es)
- 1952 : Parsifal coréalisé avec Daniel Mangrané (es) (+ scénariste)
- 1954 : Conquête héroïque (La principessa delle Canarie) coréalisé avec Paolo Moffa (+ scénariste)
- 1961 : La rosa roja